# Guangweicaris
Guangweicaris ist eine Gattung mit unsicherer Stellung innerhalb der Gliederfüßer (Arthropoda). Der Name setzt sich zusammen aus Guangwei, dem Namen eines Dorfes in der Nähe der Fundstelle, und der Endung -caris für garnelenartig.

## Merkmale
Der garnelenartige Körper besteht aus 13 Tergiten verteilt auf 3 Teile: dem Kopfschild (Cephalon) bestehend aus 3, dem Thorax aus 4 und dem Abdomen aus 6 Tergiten. Am Kopfschild befindet sich zusätzlich ein Acron und am Abdomen ein Telson. Auf allen Thorax- und Abdomentergiten befinden sich zur Mitte hin gelegene Stacheln.

## Fundorte
2005 wurden mehr als 100 Exemplare dieser Gattung in der Wulongqing-Formation am Fuße des Shitangshan-Berges in der Nähe des Dorfes Guangwei, südöstlich von Kunming, Provinz Yunnan, gefunden. Funde in Gangtoucun, nördlich von Kunming, und Lihuazhuang, Kreis Yiliang, waren sehr selten.

## Systematik
Die Stellung innerhalb der Gliederfüßer (Arthropoda) ist nicht genau geklärt. Auch eine systematische Einordnung innerhalb der bereits bekannten Chengjiang- und Burgess-Fossilien gestaltet sich schwierig. Guangweicaris zeigt zwar Ähnlichkeiten mit Chengjiangocaris Hou & Bergström, 1991 aus der Ordnung Fuxianhuiida Bousfield, 1995, doch aufgrund der unterschiedlichen Anzahl von Cephalontergiten und der nicht eindeutigen dreiteiligen Trennung des Körpers wurde die Gattung in ihre eigene Familie Guangweicarididae Luo, Fu & Hu, 2007 gestellt.
Zurzeit ist nur eine Art beschrieben:
- Guangweicaris spinatus Luo, Fu & Hu, 2007